# Ictonyx libyca
Ictonyx libyca is een zoogdier uit de familie van de marterachtigen (Mustelidae). De wetenschappelijke naam van de soort werd voor het eerst geldig gepubliceerd door Hemprich & Ehrenberg in 1833.

## Voorkomen
De soort komt voor in Algerije, Burkina Faso, Tsjaad, Egypte, Libië, Mali, Mauritanië, Marokko, Niger, Nigeria, Soedan, Tunesië en de Westelijke Sahara.